# Juraj Kucka
Juraj Kucka (Bojnice, 26. veljače 1987.) slovački je nogometaš koji igra na poziciji veznog. Trenutačno igra za slovački klub Baník Prievidza.

## Karijera
Profesionalnu karijeru je započeo u 2005. godini u Šport Podbrezovu, gdje je skupio preko 40 nastupa. Prešao je potom u Ružomberok, gdje je u ožujku 2007. godine debitirao u slovačkoj Superligi. Za Ružomberok je zabio 8 golova u 49 utakmica. Sparta Prag potpisala je ugovor na tri godine s Kuckom u siječnju 2009. godini, gdje je u svojoj prvoj sezoni osvojio Superligu. Dvije godine kasnije je potpisao za svoj prvi klub u inozemstvu u talijanskoj Seriji A za Genou. Ugovor je potpisan na četiri i pol godine za odštetu od 3,55 milijuna eura. Nakon par dana je debitirao za Il Grifone u Coppi Italiji protiv Inter Milana. U kolovozu 2015. godine je prešao u A.C. Milan. Tadašnji trener Siniša Mihajlović je uveo Kucku u igru protiv Empolija dan nakon potpisivanja. Na Stadio Olimpico je Kucka izjednačio rezultat za 1:1 protiv A.S. Rome u siječnju 2016. godine. Ujedno mu je ovaj pogodak bio i prvi gol za I Rossoneri. U veljači 2017. je Kucka zajedno sa suigračem zaradio crveni karton u ligaškom susretu protiv Bologne. Kucka je u srpnju 2017. prešao iz Milana u turski Trabzonspor. U svojoj zadnjoj sezoni u Milanu je Kucka 23 puta bio član udarne postave Talijanaca. U siječnju 2019. godine je Kucka prešao iz Trabzonspora u Parmu.
Za slovačku nogometnu reprezentaciju je debitirao u 2008. godine i odigrao je preko 65 utakmica za domovinu. Predstavljao je Slovačku na Svjetsko prvenstvo u 2010. godini. Slovački nogometni izbornik objavio je u svibnju 2016. popis za nastup na Europskom prvenstvu u Francuskoj, na kojem je se nalazio Kucka. Bio je u svim susretima na Europskom prvenstvu u udarnoj postavi slovačke momčadi. Na kraju je Slovačka na europskom turniru u osmini finala izgubila od Njemačke s 3:0.